# Hosta (genre)
Pour l’article homonyme, voir Hosta.
Genre
Classification APG III (2009)
Hosta est un genre de plantes vivaces monocotylédones de la famille des Asparagaceae.
Il comprend une quarantaine d'espèces originaires d'Asie et plus particulièrement de Chine et du Japon[réf. nécessaire].

## Classification
En classification classique de Cronquist (1981) il fait partie de la famille des Liliaceae.
En 1988 ce genre était situé dans sa propre famille des Hostaceae.
La classification phylogénétique APG II (2003) l'a placé parmi les Agavaceae ou les Hyacinthaceae.
La classification phylogénétique APG III (2009) le place dans les Asparagaceae. 

## Description
Les Hostas sont des plantes vivaces herbacées, poussant par rhizomes ou stolons. Ils mesurent de 5 à 80 cm pour une largeur de 20 à 100 cm.

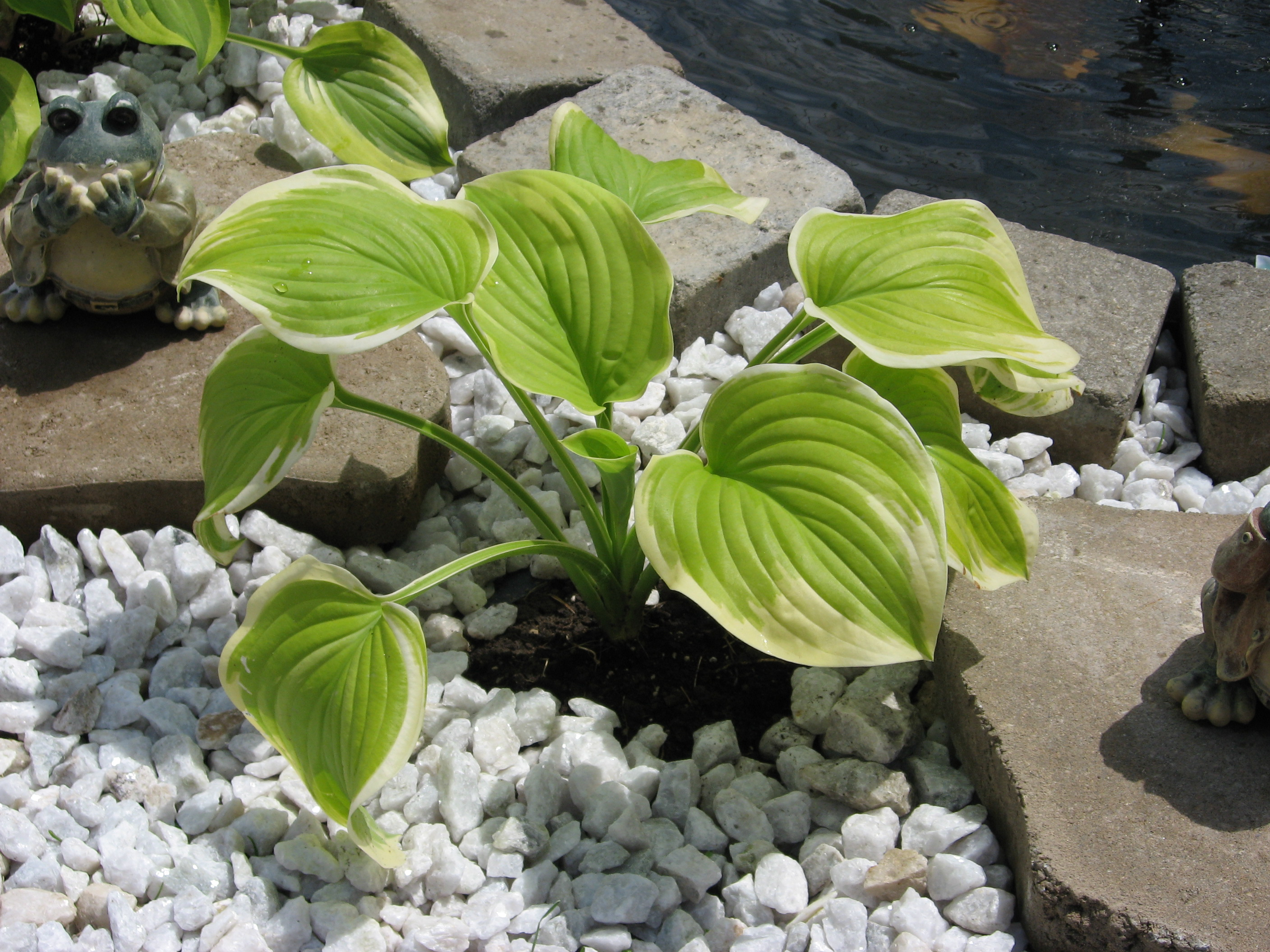
Hosta.
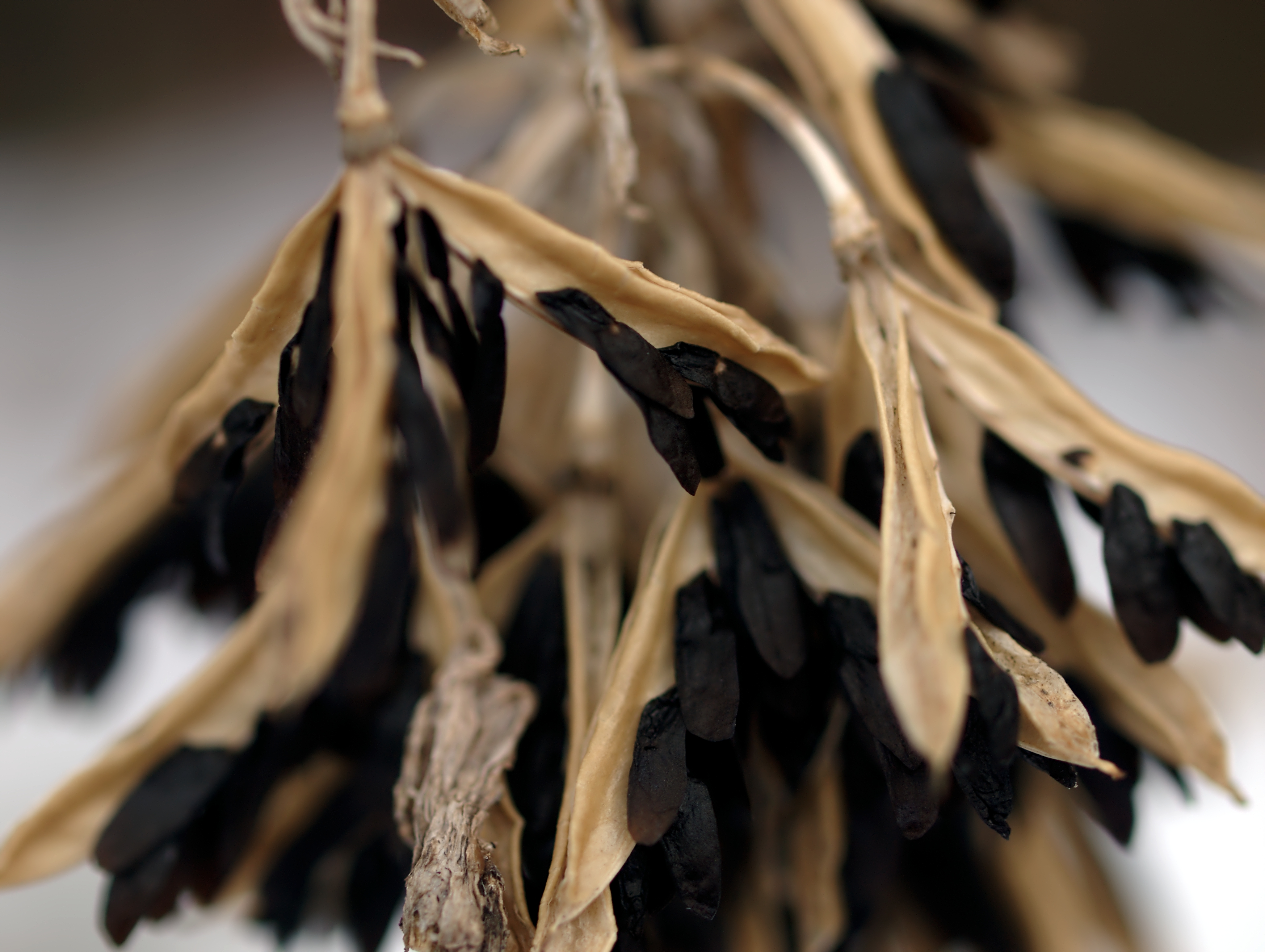
Graines d'Hosta.
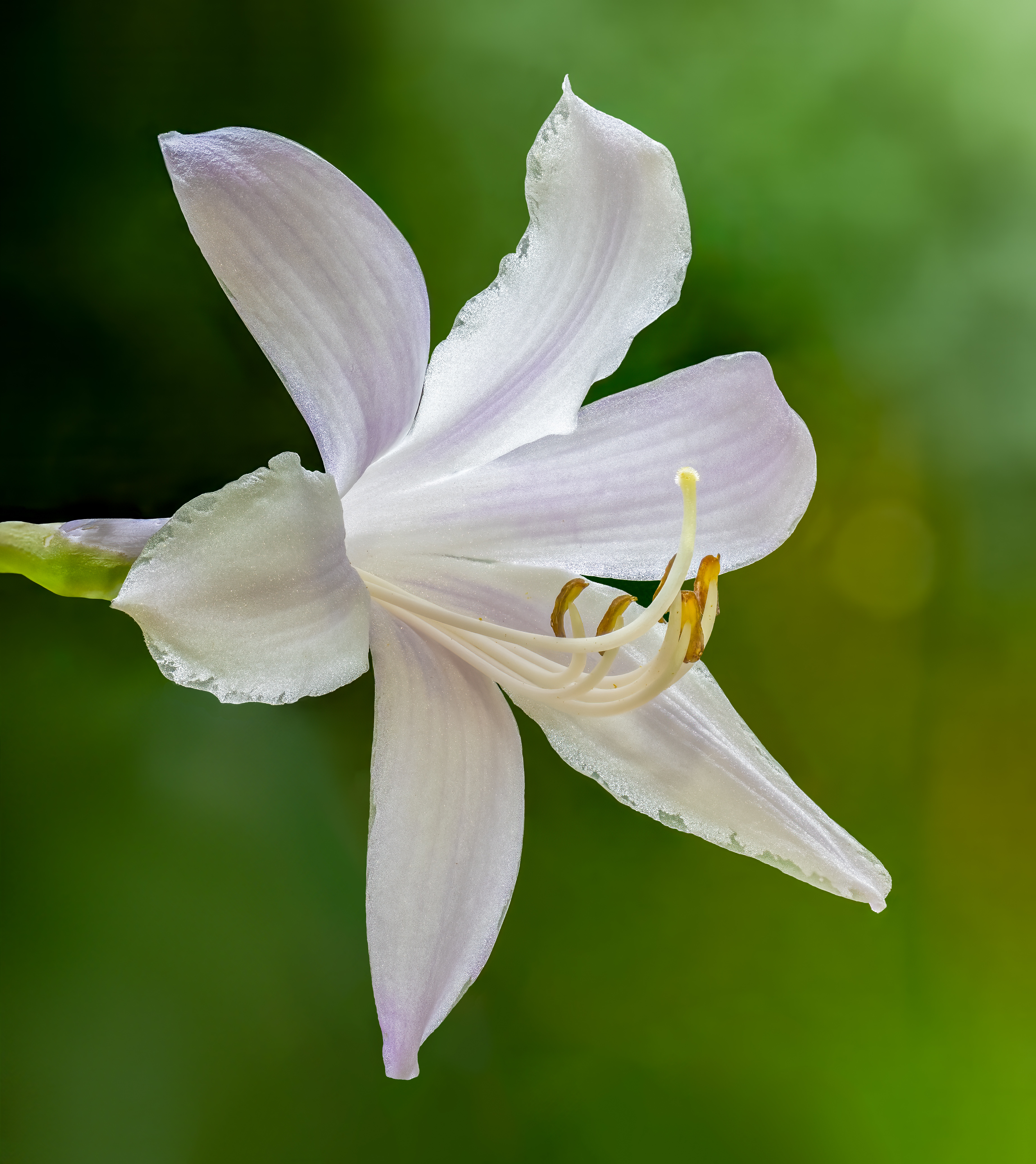
Fleur d'hosta. Juillet 2023.

Ces plantes se composent de feuilles ovales plus ou moins panachées selon les espèces et variétés.
Les fleurs sont des grappes de clochettes blanches ou mauves odorantes ressemblant aux fleurs de lys. La floraison peut durer jusqu'à huit semaines. La seule espèce fortement parfumée est Hosta plantaginea dont les fleurs s'ouvrent le soir et se ferment le matin.
Les fruits sont des capsules noires contenant beaucoup de graines.

## Histoire
Le nom Hosta a été donné au genre en 1812 en l'honneur du botaniste autrichien Nicolaus Thomas Host. Le nom japonais Giboshi ou l'autre nom du genre, Funkia (donné en 1817), également utilisé comme nom commun, peuvent être trouvés dans certains textes anciens. Aujourd'hui le nom de Hosta a été officialisé en raison de son antériorité, comme le veut la règle de la nomenclature botanique. Les Anglais appellent l'hosta « lys plantain », en raison de la forme de ses feuilles aux nervures parallèles qui rappellent cette herbe folle.
Bien que Hosta plantaginea soit originaire de Chine, la plupart des espèces répandues dans les jardins occidentaux ont été introduites du Japon en Europe par Philipp Franz von Siebold au milieu du XIXe siècle. De nouvelles espèces ont été depuis découvertes sur la péninsule coréenne.

## Culture
Bien qu'étant une espèce supportant le soleil, les hostas préfèrent être à l'ombre où les rayons ne brûlent pas leur feuillage. Ils sont très rustiques et aiment un sol riche toujours légèrement humide. Il n'est pas nécessaire de les pailler en hiver. Son beau feuillage peut être utilisé en bouquet.
Pas besoin non plus de diviser les touffes, sauf si elles deviennent encombrantes. Dans ce cas, le meilleur moment de le faire sera en début de printemps ou immédiatement après la floraison. Les jeunes divisions reprennent rapidement. La multiplication est facile par semis, mais les jeunes plantes ressemblent rarement à leurs parents. Les hostas, qui sont devenus une des plantes vivaces les plus populaires, sont proposés par la plupart des pépiniéristes producteurs de plantes vivaces.
Les hostas sont parfaits pour illuminer un coin sombre du jardin.
Comestibles, les hostas sont nommés urui au Japon où ils sont couramment consommés sous différentes formes. Sinon, ce sont généralement des plantes de jardin faciles et à longue durée de vie, relativement exemptes de maladie, exigeant peu de soins autres que l'arrosage et un peu d'engrais pour améliorer la croissance.

### Parasites
Les hostas constituent aussi un mets de choix pour les cerfs, les limaces et les escargots, qui causent fréquemment des dégâts sur les feuilles. On peut éviter ce problème en hébergeant des canards à proximité ou en utilisant un limacide. Un arrosage avec un purin de fenouil ou de persil aurait aussi une action répulsive efficace. La solution souvent proposée consistant à répandre une fine couche de sable autour de l'hosta fonctionne rarement.

## Quelques espèces

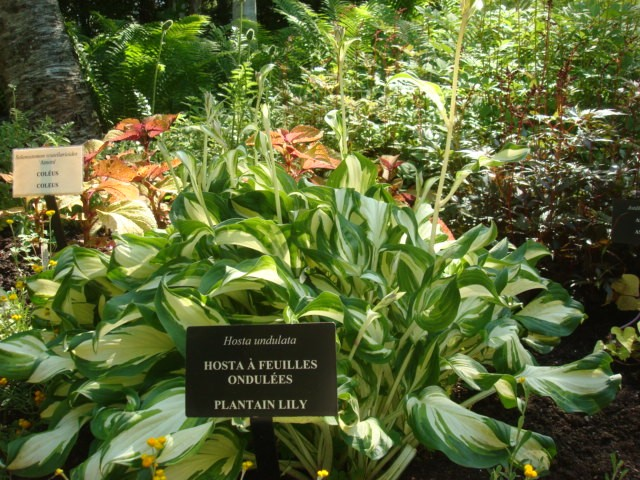
Hosta à feuilles ondulées, Hosta undulata.

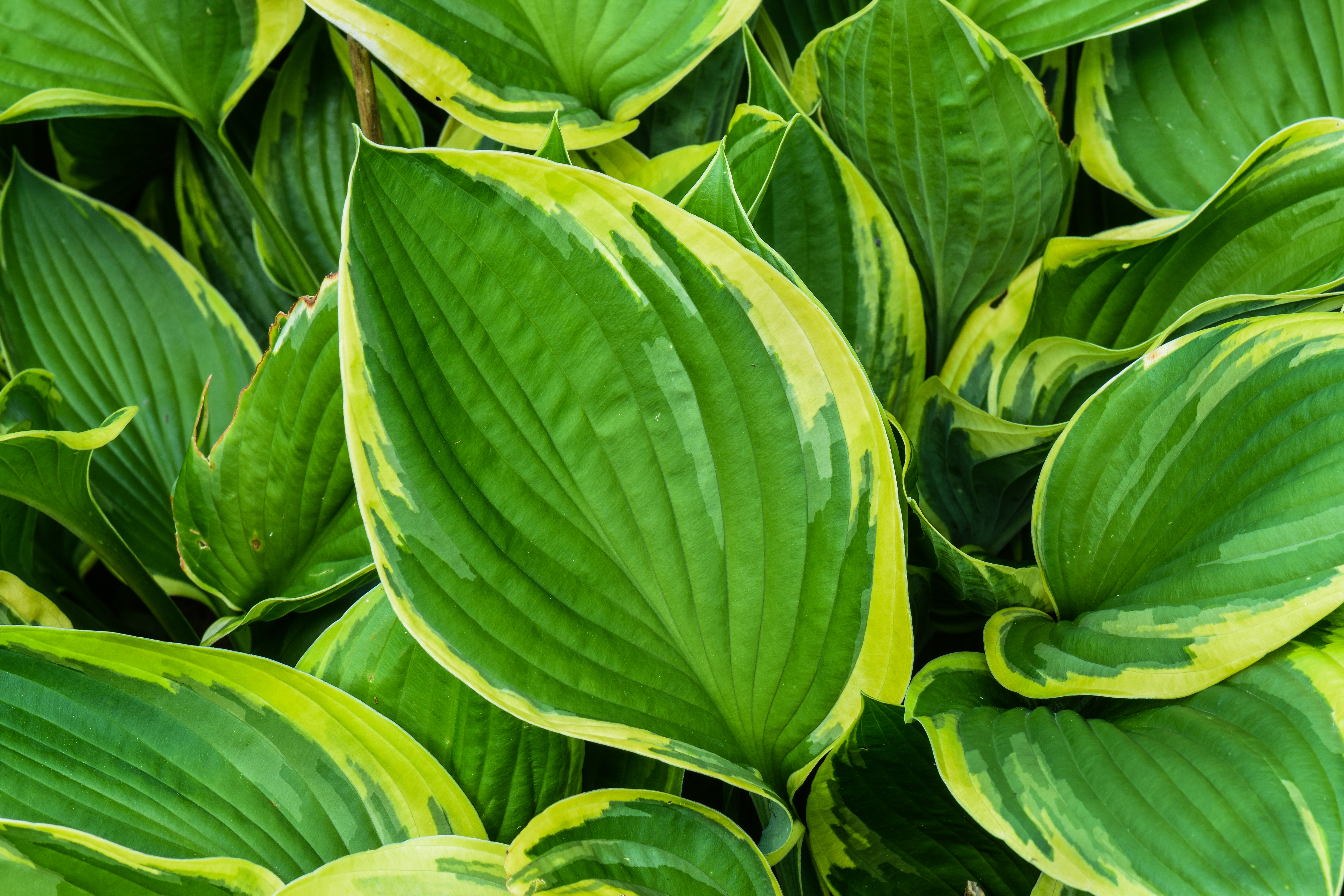
Hosta sieboldiana.

| - Hosta atropurpurea - Hosta capitata - Hosta cathayana - Hosta clausa - Hosta crassifolia - Hosta crispula - Hosta decorata - Hosta fluctuans - Hosta fortunei - Hosta gracillima - Hosta helenioides - Hosta hypoleuca - Hosta ibukiensis - Hosta jonesii - Hosta kikutii - Hosta lancifolia Engl. - Hosta longipes - Hosta longissima - Hosta minor - Hosta montana - Hosta nakaiana - Hosta nigrescens | - Hosta opipara - Hosta plantaginea (Lam.) Aschers. - Hosta plantaginea var. grandiflora - Hosta pulchella - Hosta pycnophylla - Hosta rectifolia - Hosta rohdeifolia - Hosta rupifraga - Hosta sagae - Hosta sieboldiana - Hosta sieboldii (Paxton) Ingram - Hosta tardiflora - Hosta tardifolia - Hosta tardiva - Hosta tibai - Hosta tokudama - Hosta tortifrons - Hosta tsushimensis - Hosta undulata - Hosta ventricosa (Salisb.) Stearn - Hosta venusta - Hosta yingeri |

L'hybridation à l'intérieur et entre les espèces a produit de nombreux cultivars, avec plus de trois mille variétés référencées dont de nombreux à feuilles panachées crème et vert.

## Galerie

### Espèces

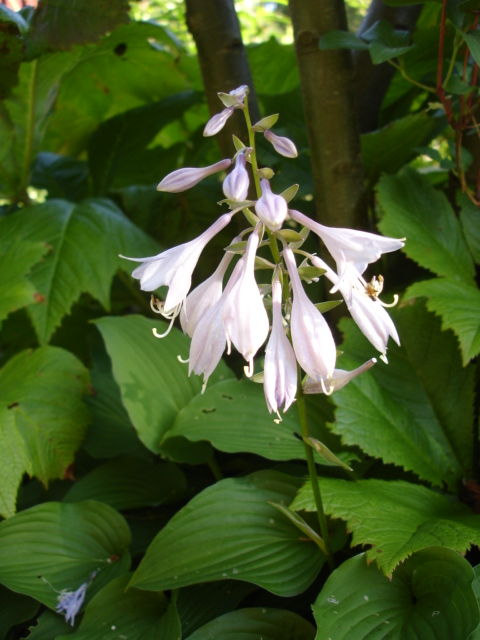
Hosta capitata.
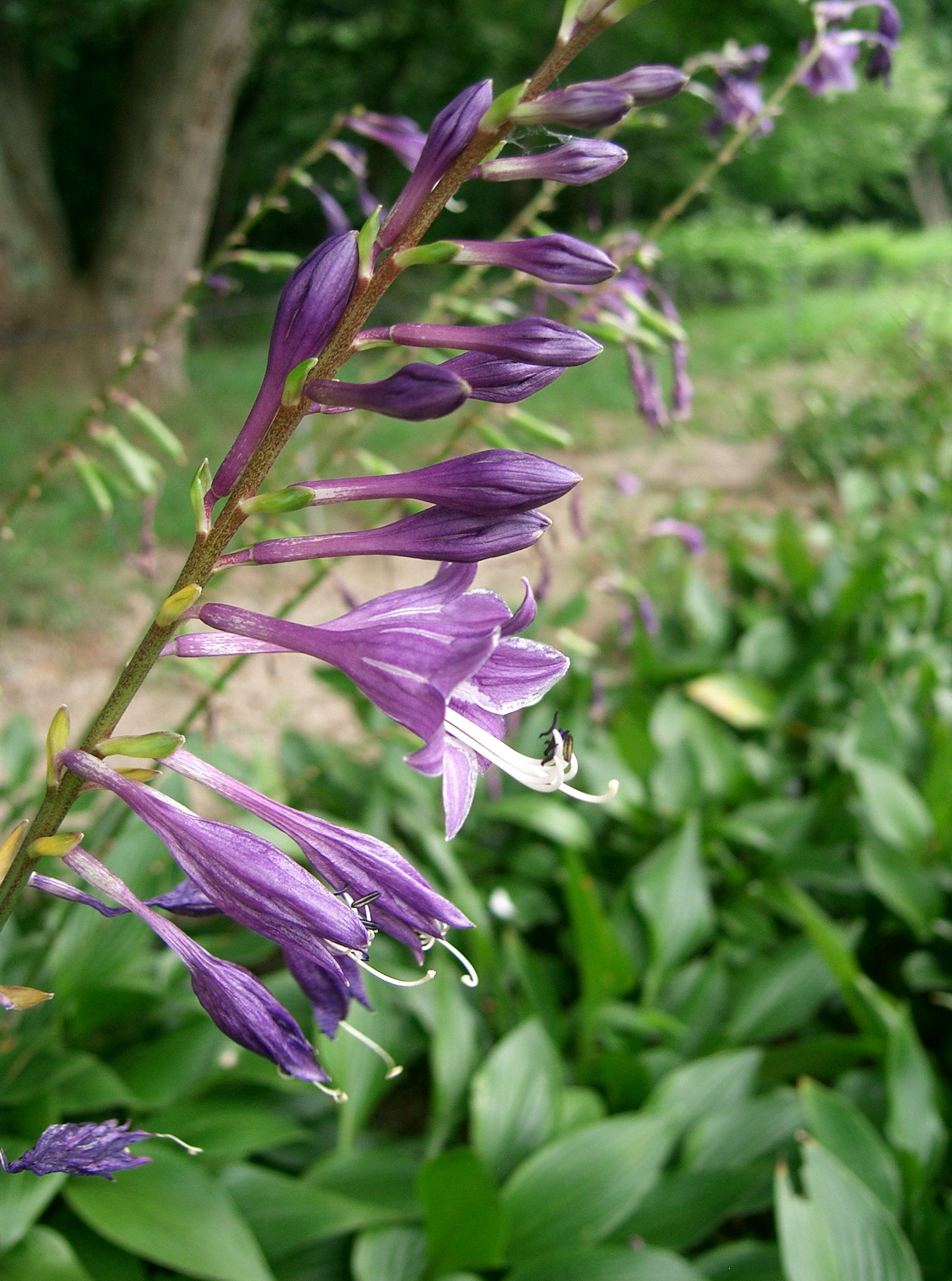
Hosta longipes.
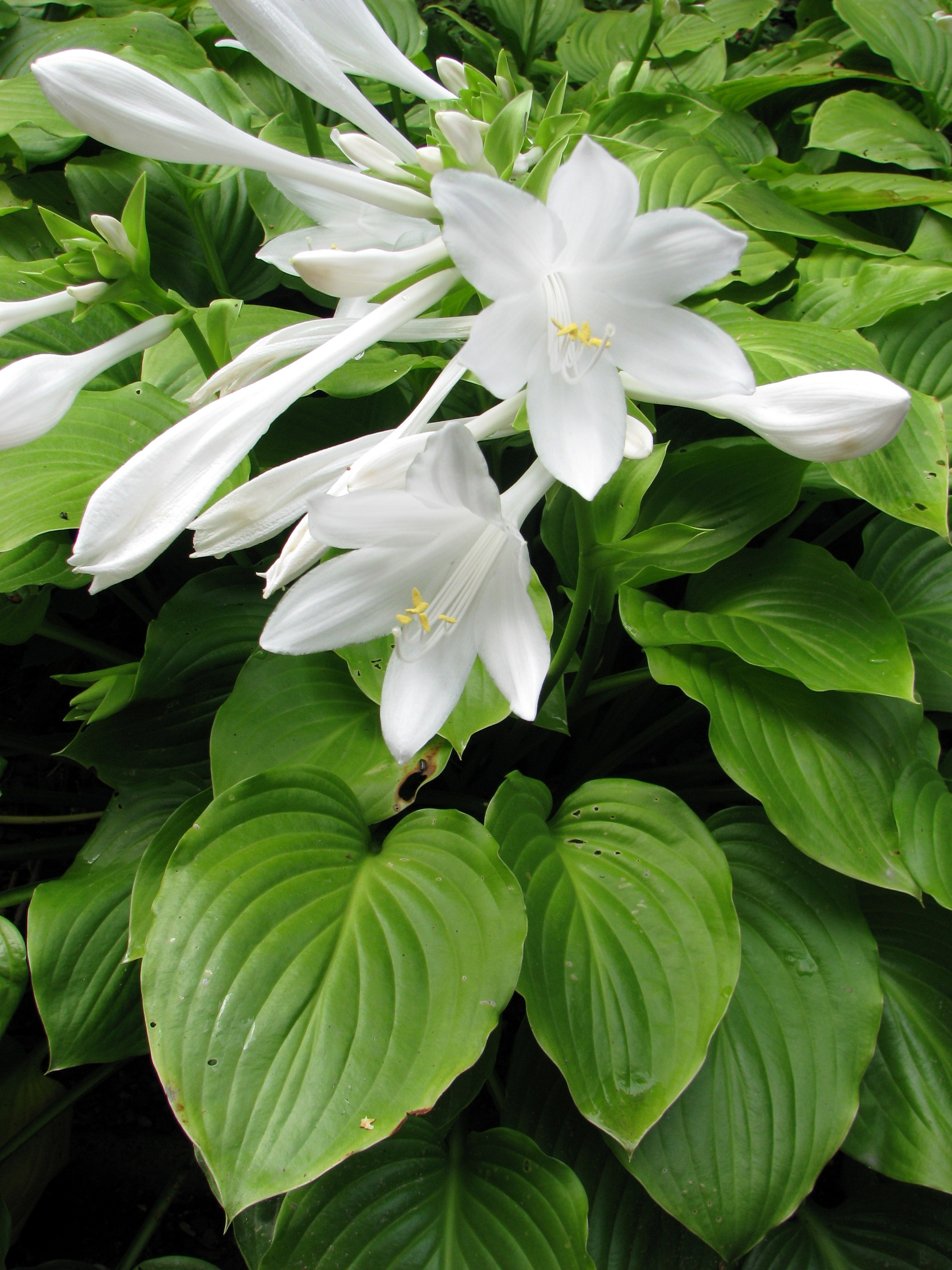
Hosta plantaginea.
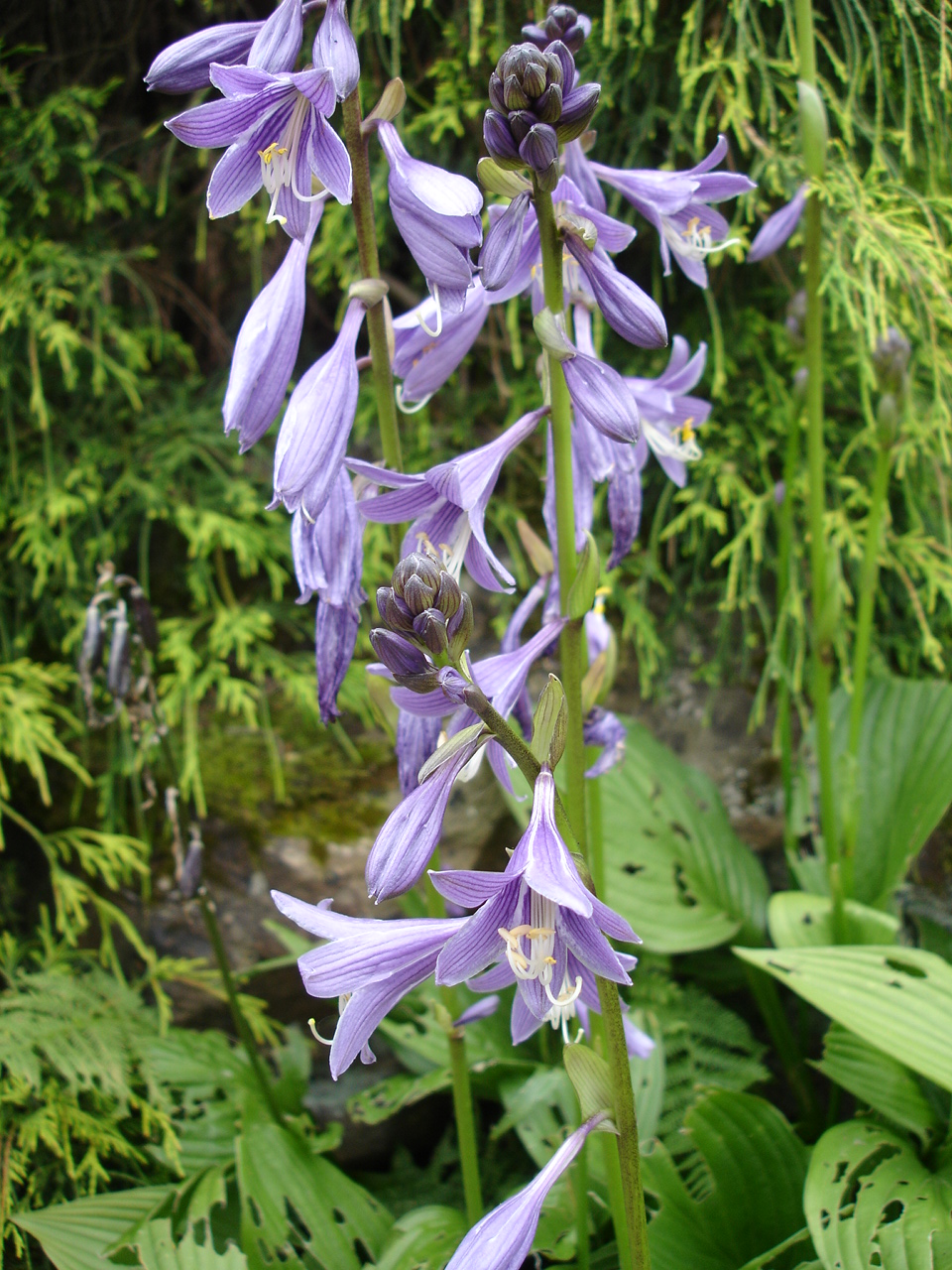
Hosta rectifolia.
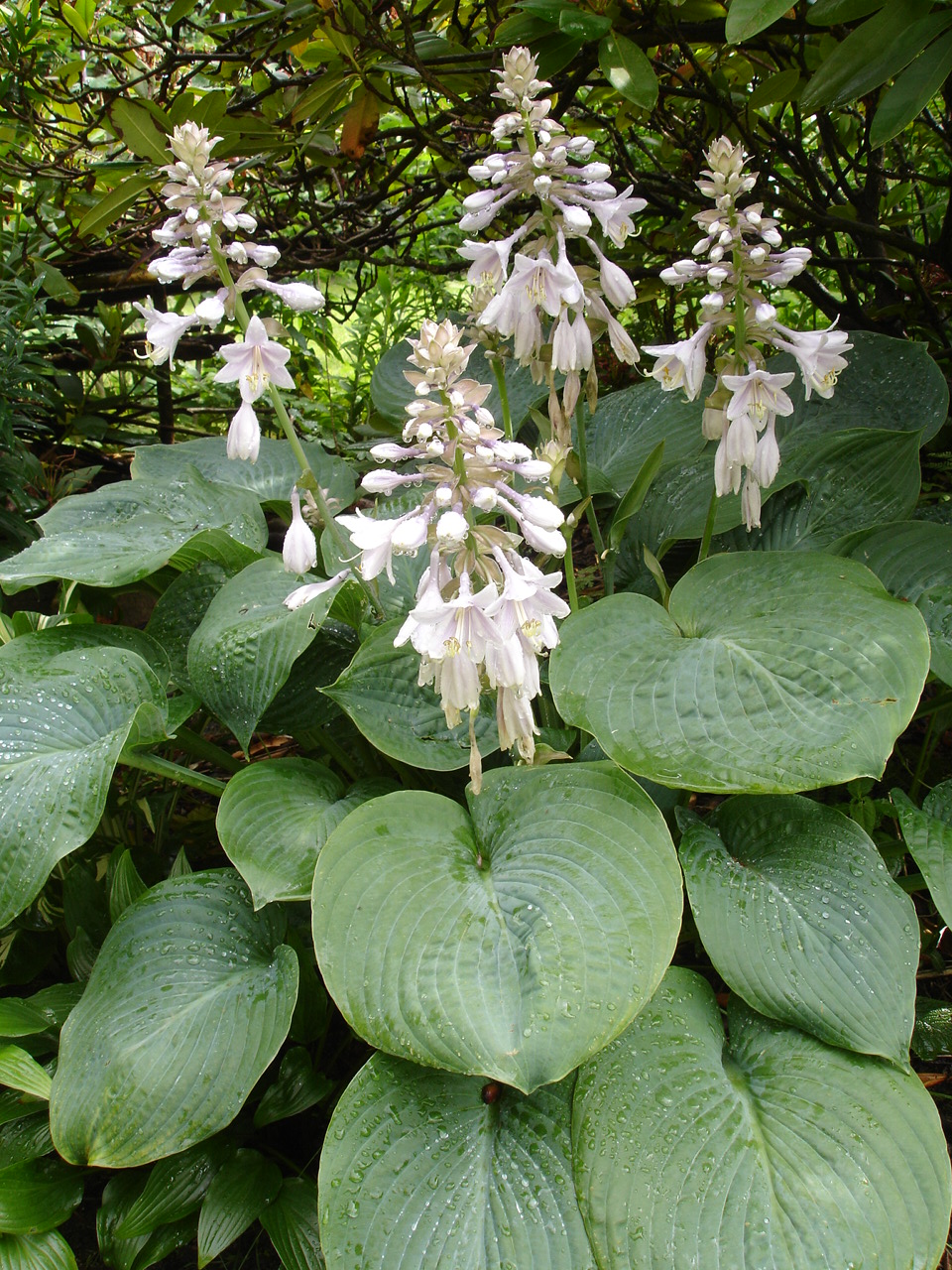
Hosta sieboldiana 'Elegans'.
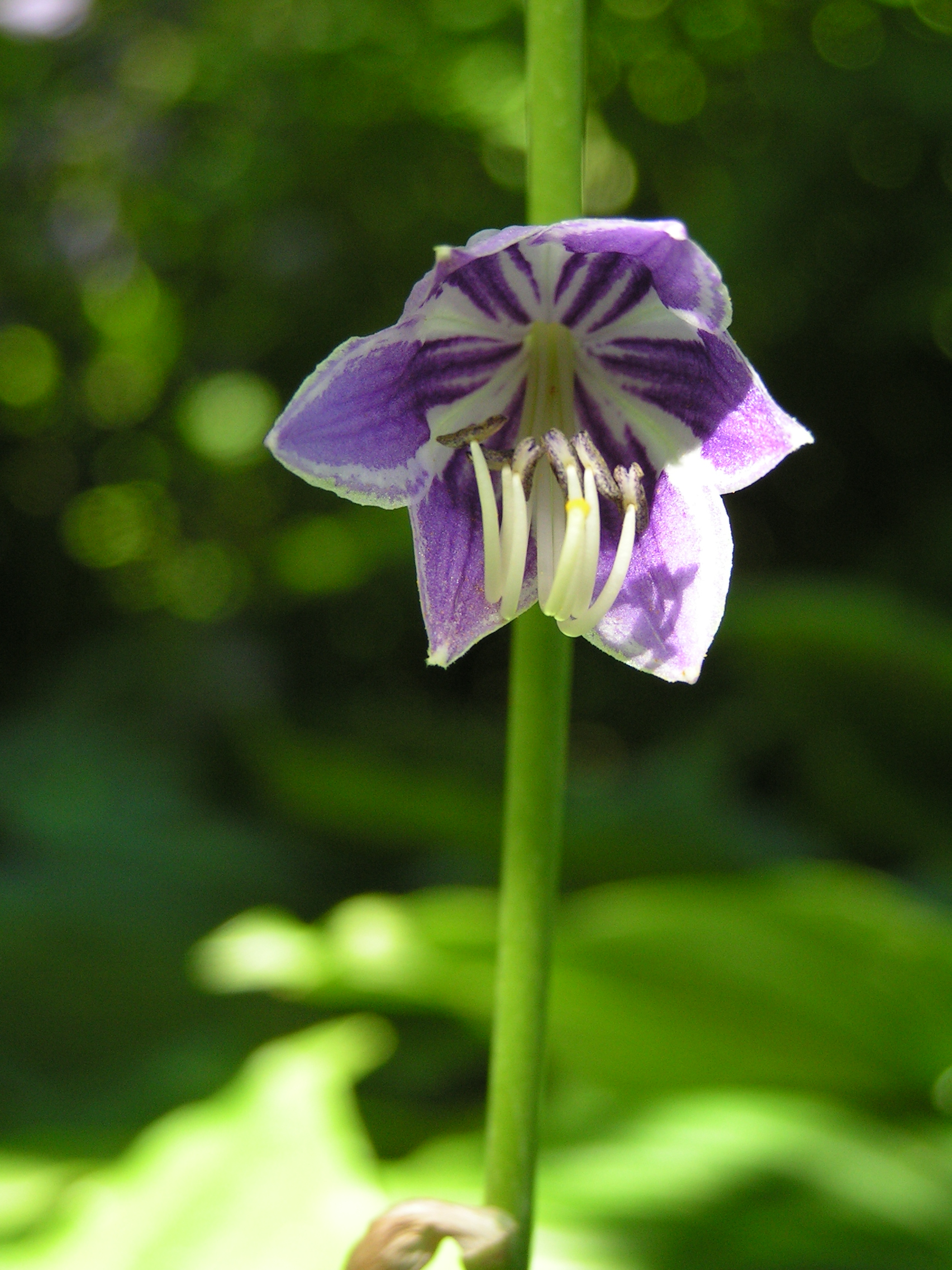
Hosta ventricosa.

### Cultivars

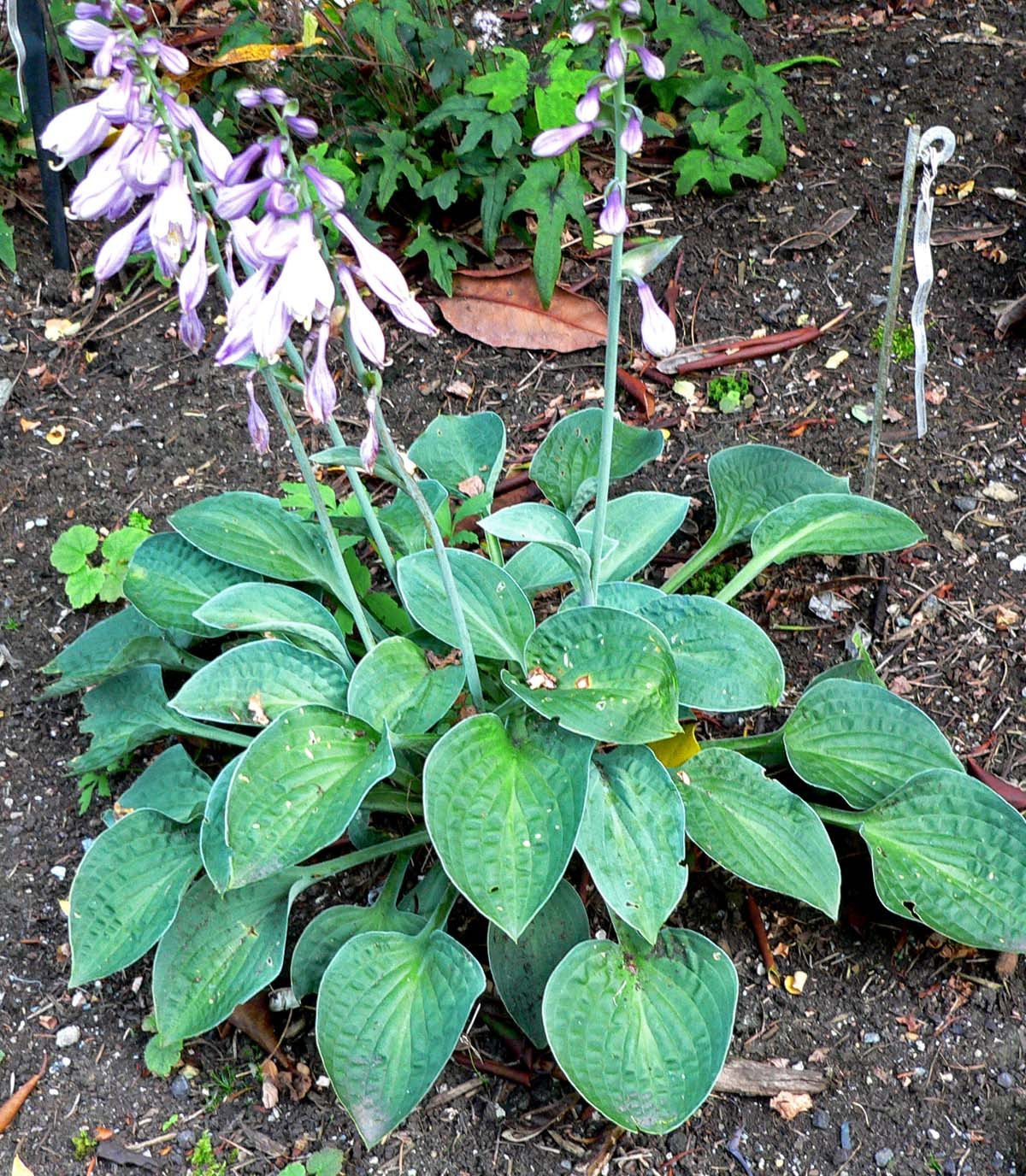
'Abiqua Blue Crinkles'.
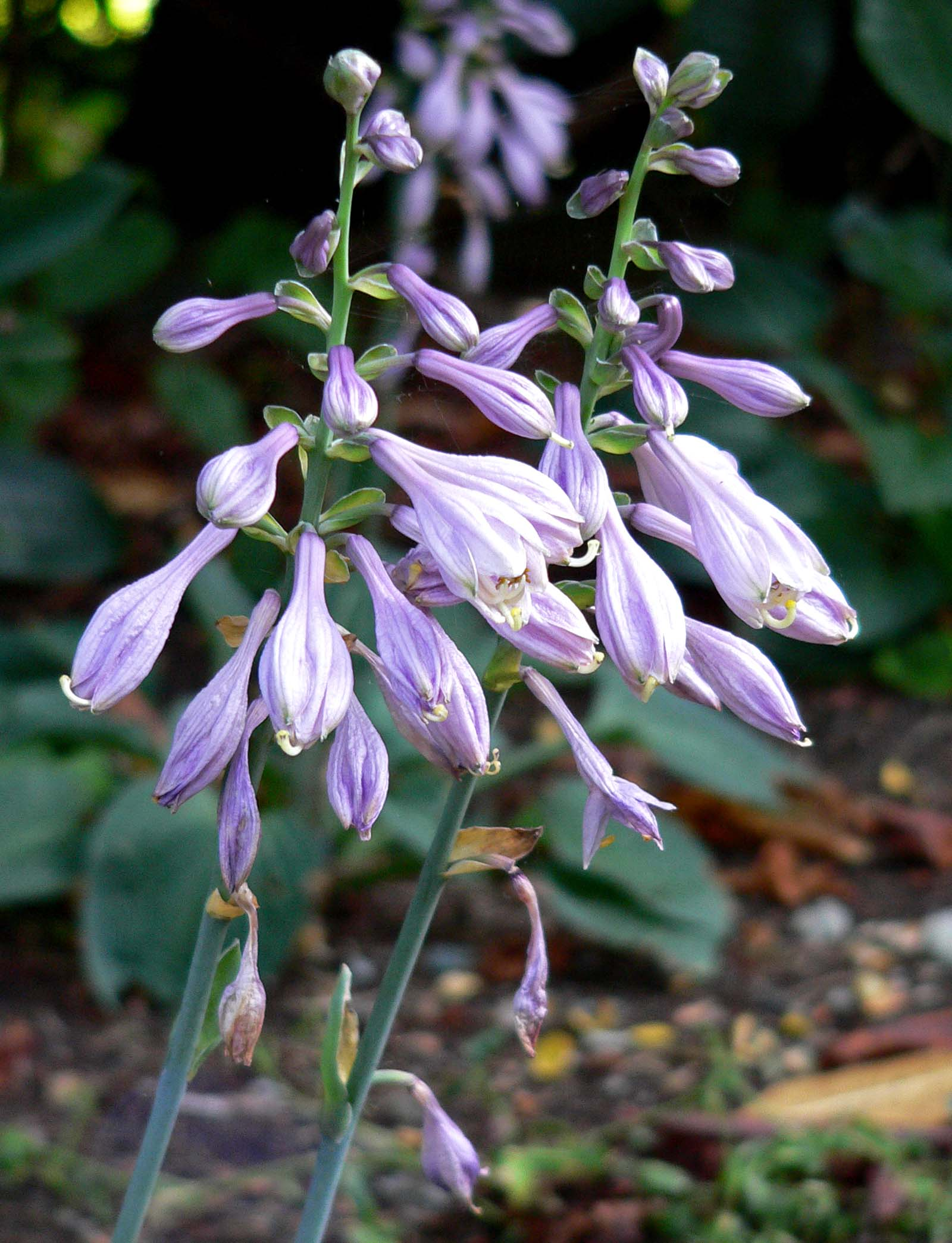
'Abiqua Blue Crinkles'.
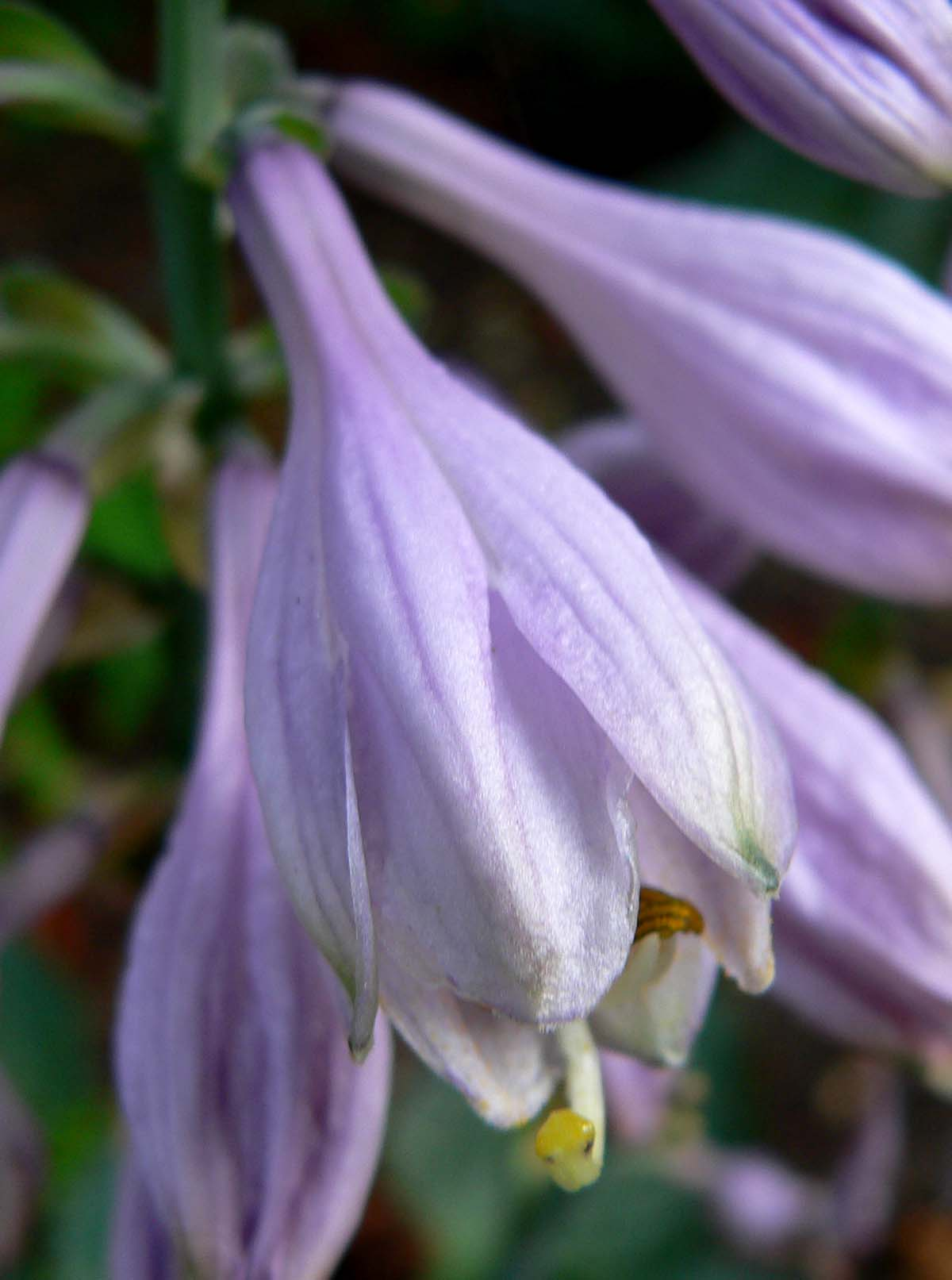
'Abiqua Blue Crinkles'.
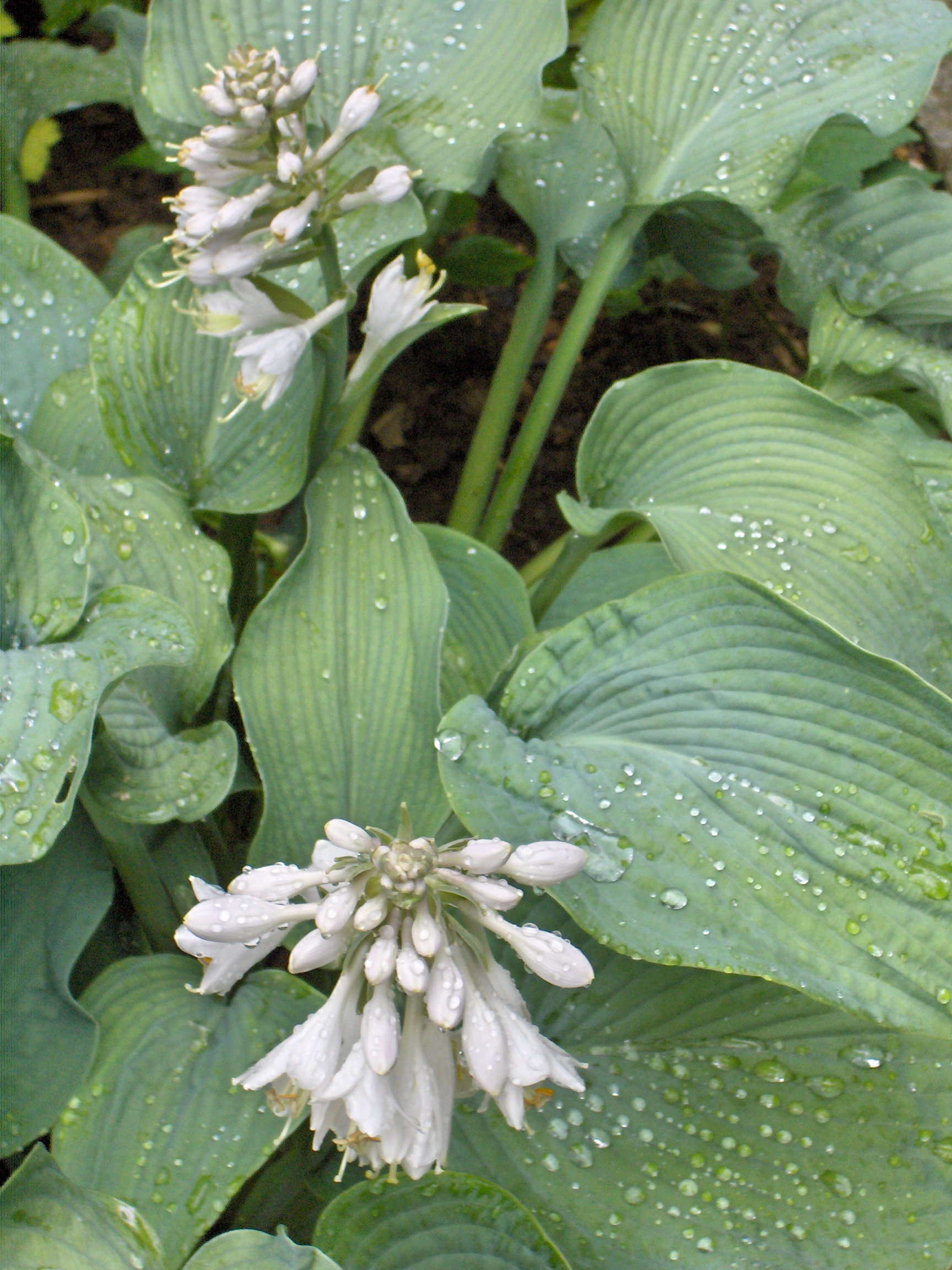
'Bressingham Blue'.
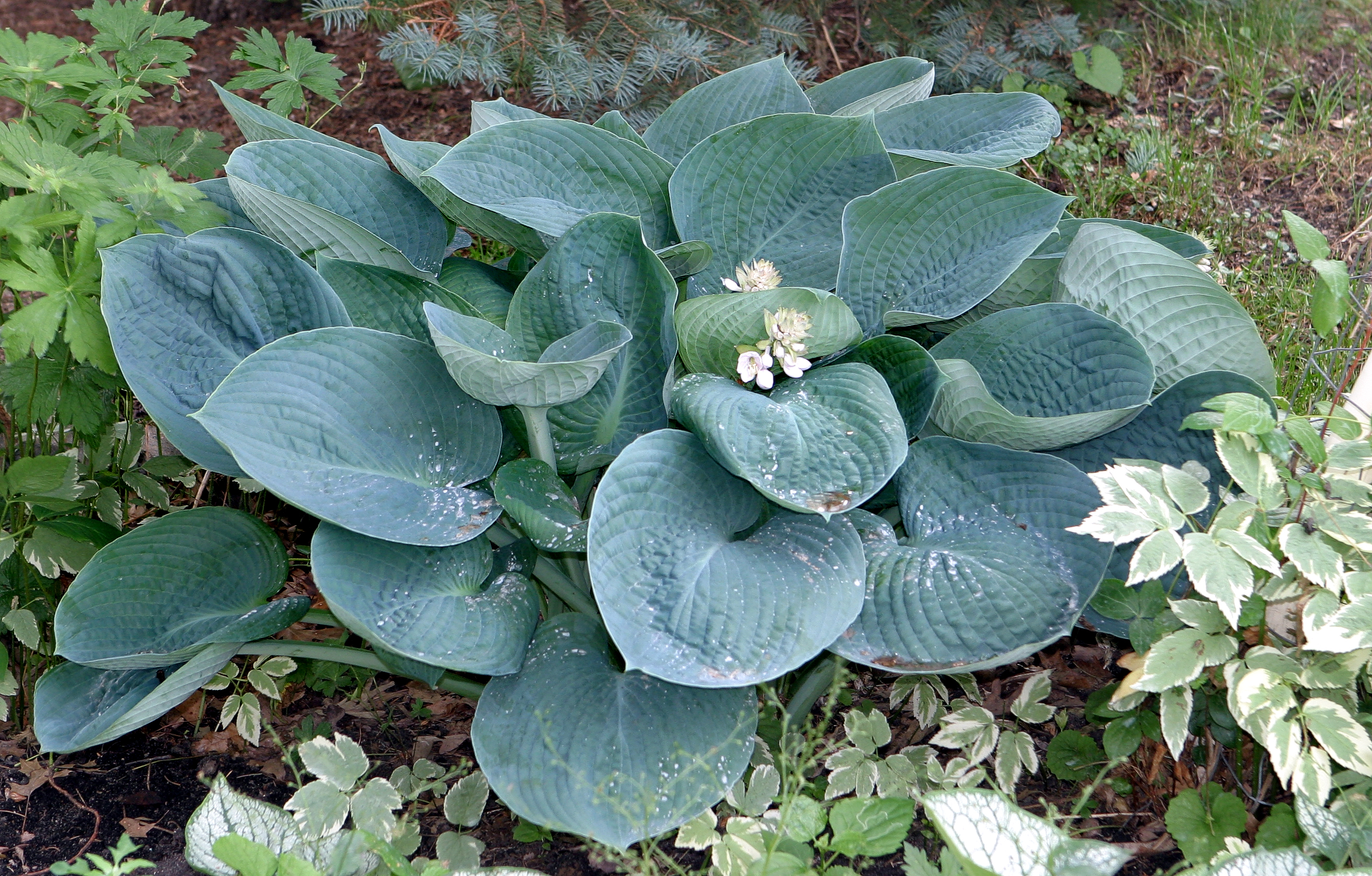
'Drinking Gourd'.
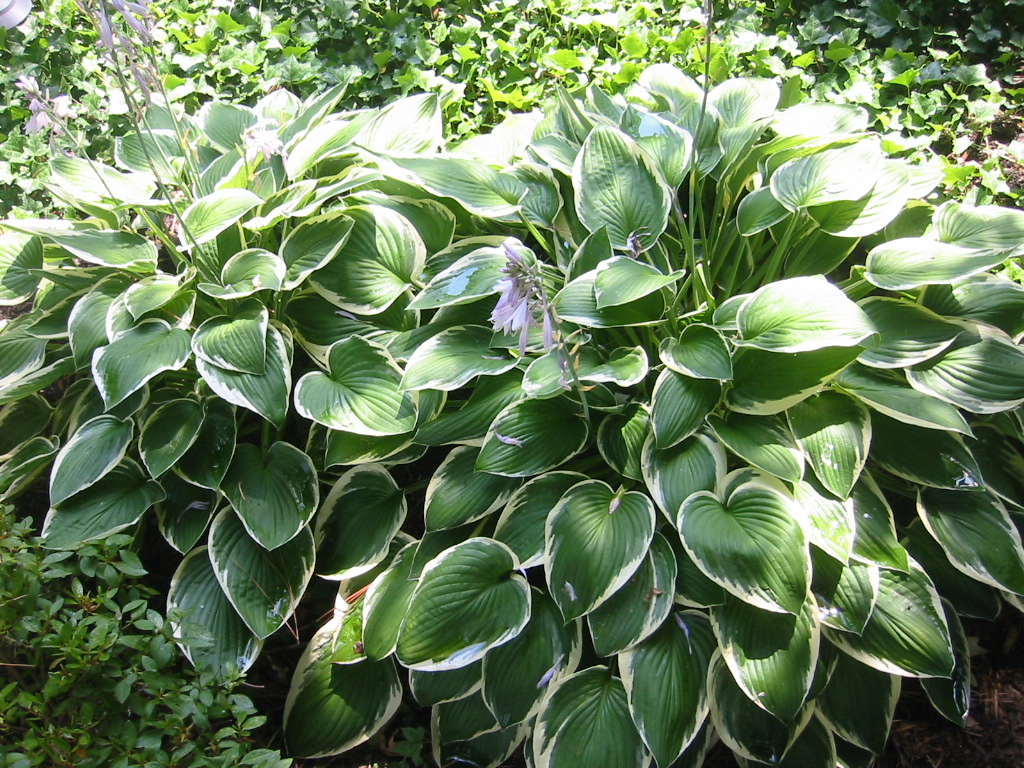
'Francee'.
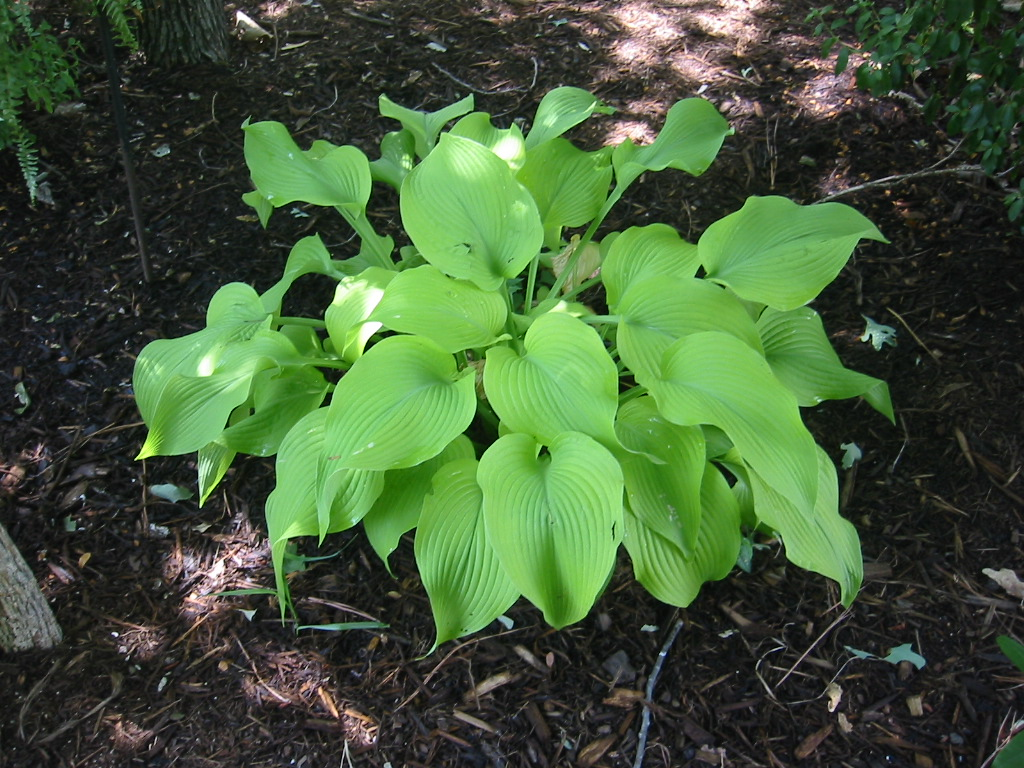
'Golden Boy'.
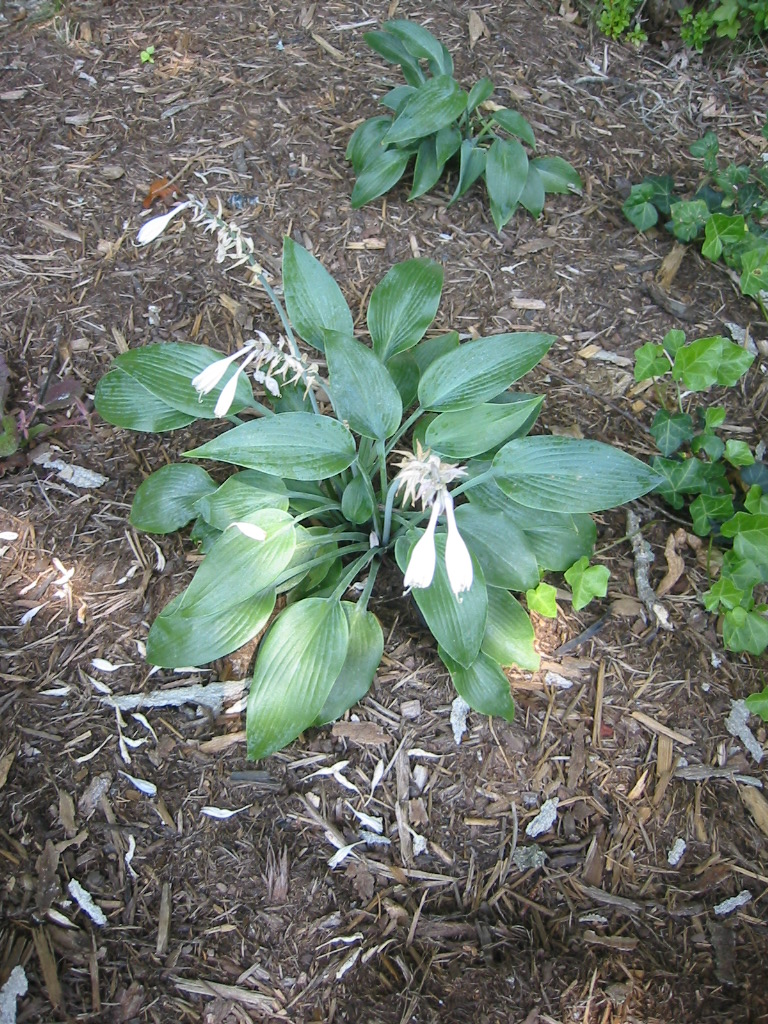
'Halcyon'.
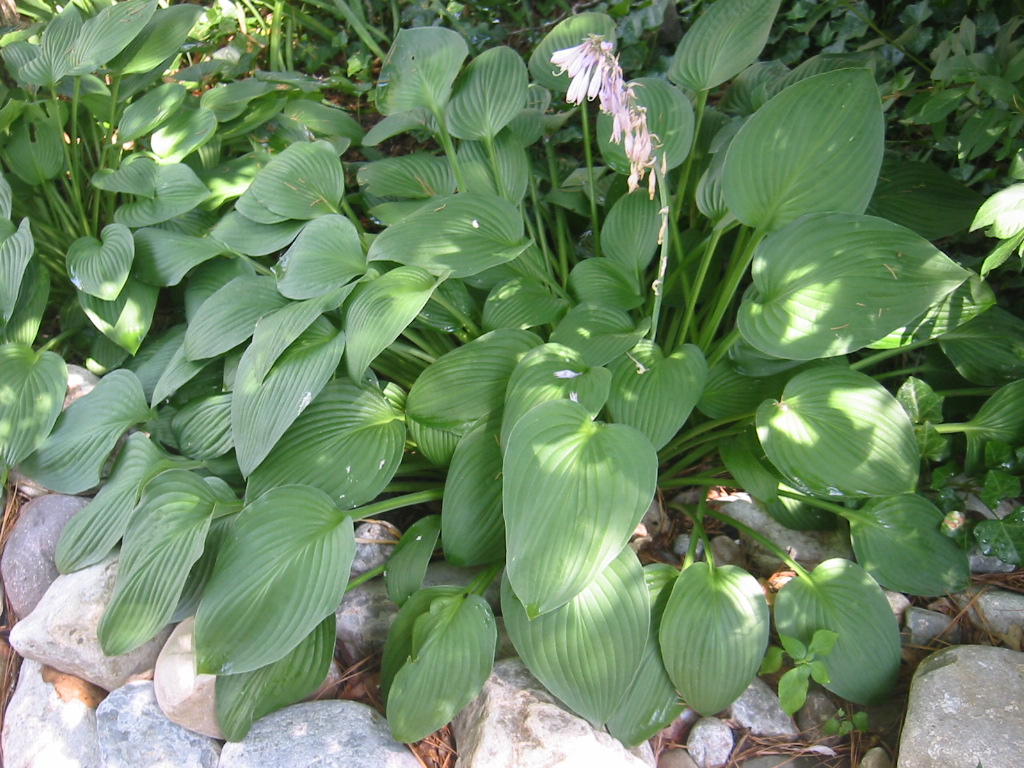
'Green Acres'.
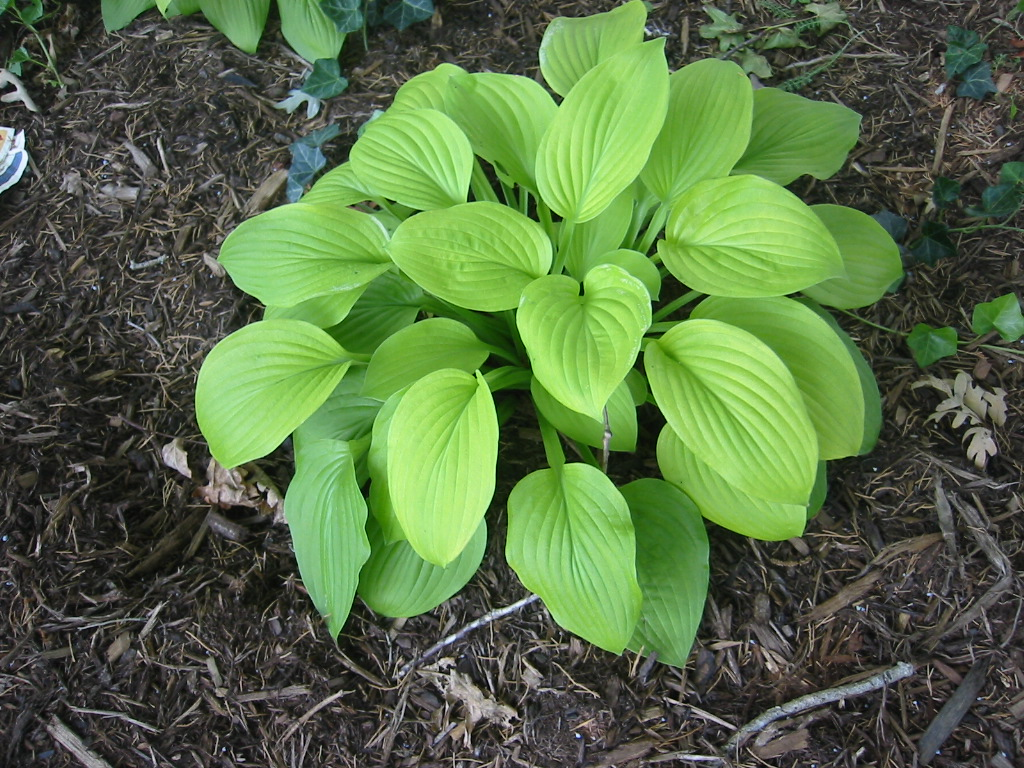
'August Moon'.
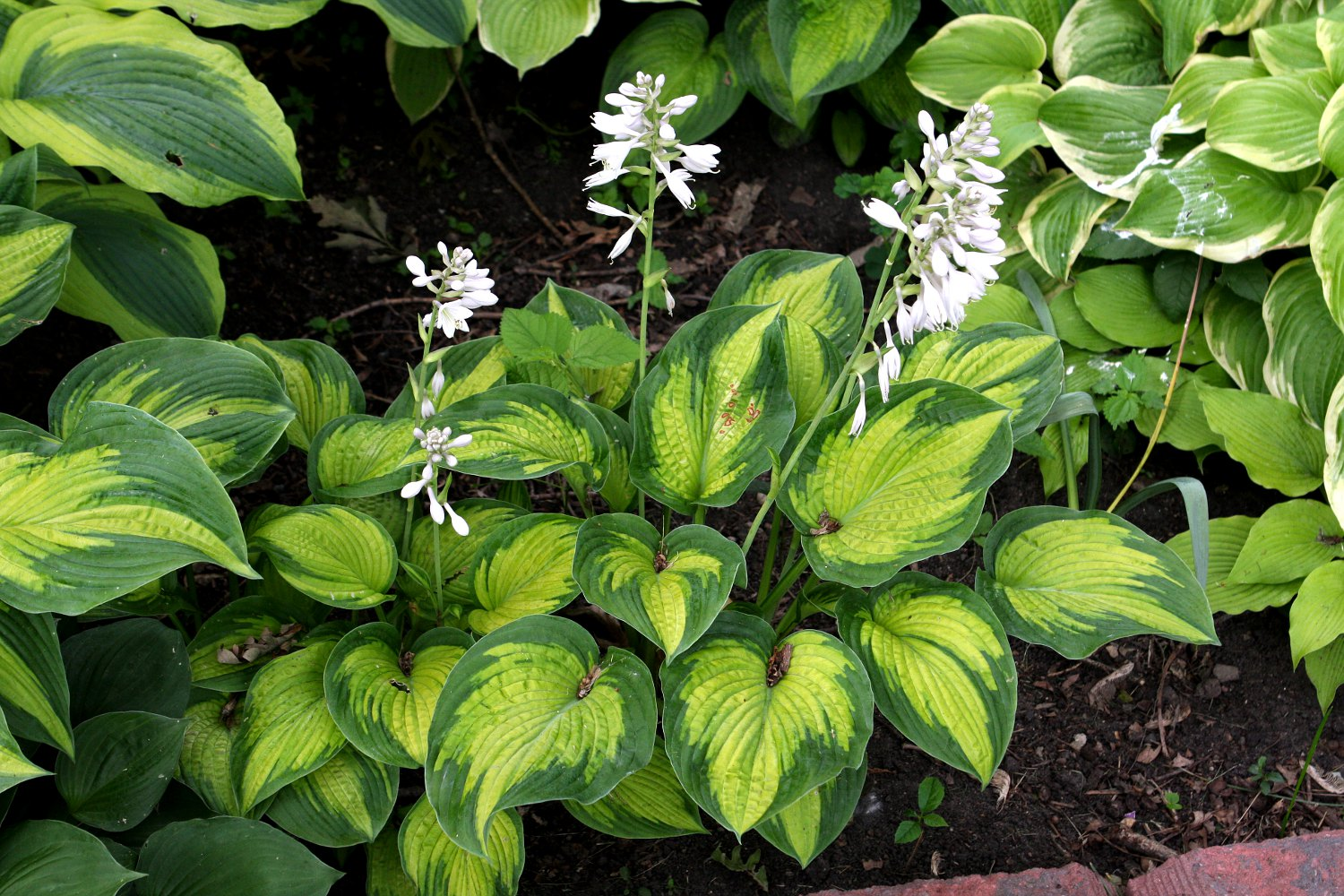
'Cadillac'.
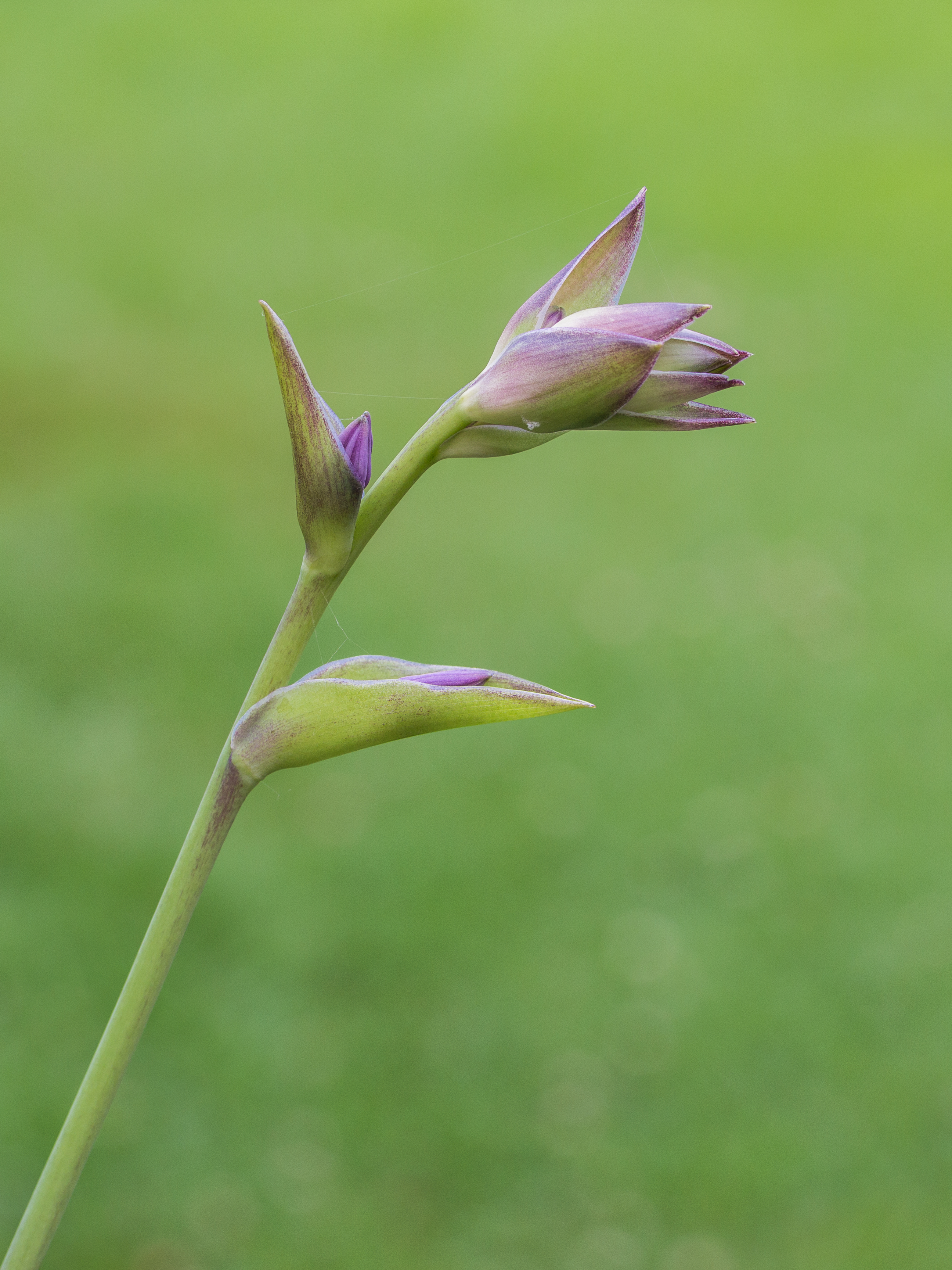
Hosta 'Grand Slam'.
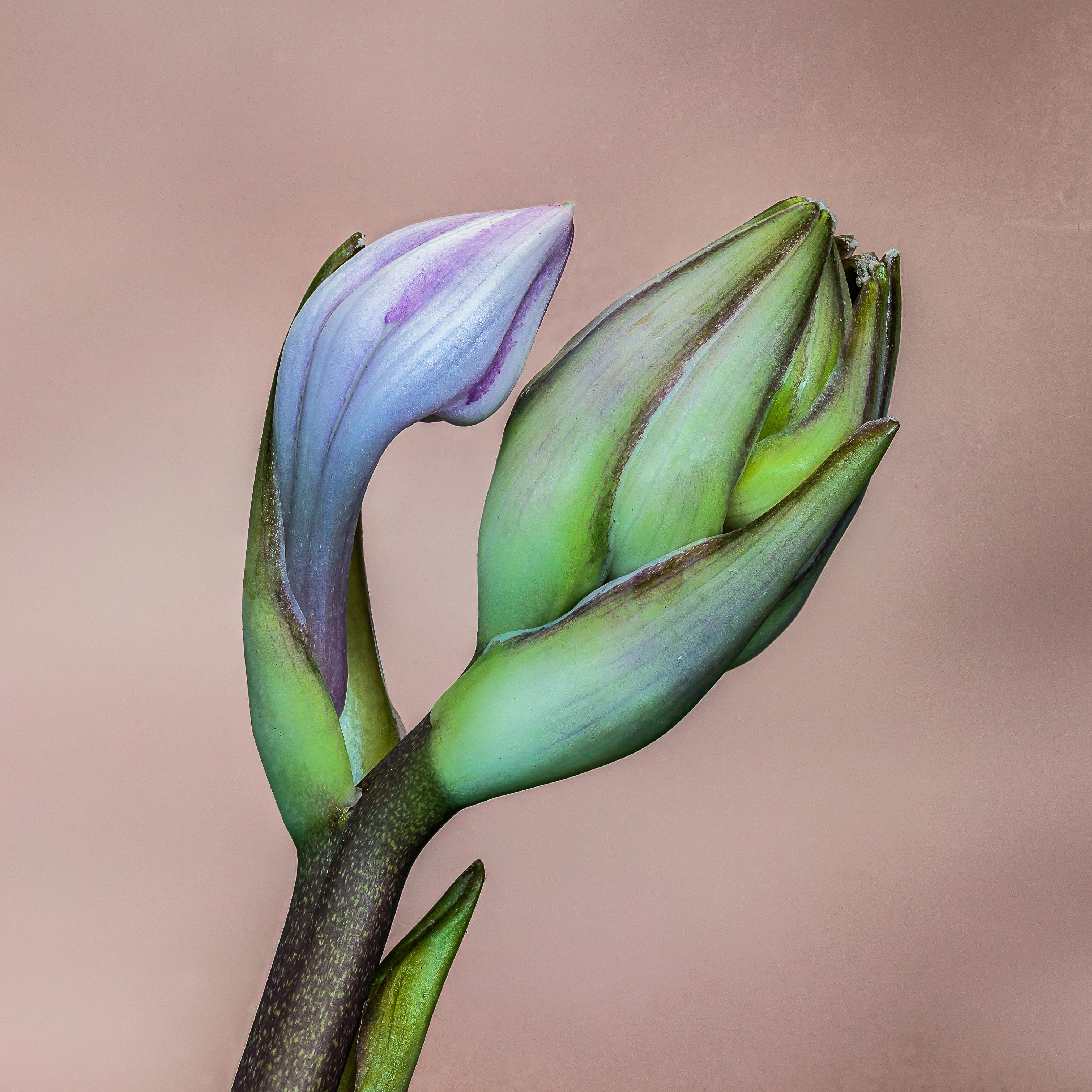
Hosta dite June.